# Simeon Schterew (Musiker)
Simeon Schterew (häufigere Schreibweise Simeon Shterev; * 24. Oktober 1943 in Sofia; † 26. März 2020) war ein bulgarischer Jazzflötist, der auch im Bereich der klassischen Musik und als Filmschauspieler hervorgetreten ist.

## Leben und Wirken
Schterew begann als Siebenjähriger Akkordeon und Piano zu spielen. Als Querflötist absolvierte er die Nationale Musikakademie Sofia. 1965 gründete er mit Milcho Leviev die Formation Jazz Focus ‘65, mit der er bis 1970 Tourneen unternahm und auf internationalen Jazzfestivals in Europa auftrat. Als Professor für Querflöte lehrte er ab 1974 wieder an seiner alten Akademie. In den 1970er Jahren spielte er im eigenen Quartett mit Mario Stanchev, Theodossii Stoykov und Peter Slavov Fusion- und Ethno-Jazz, danach im Focus Jazz Quartet. Er nahm auch mit Gustav Brom, mit Václav Zahradník, mit Boško Petrović und mit Nona Yotova auf. Auch ging er mit Antoni Donchev auf Tournee und jammte mit Chick Corea, Maynard Ferguson, Albert Mangelsdorff, Kenny Wheeler und Jan Garbarek. Daneben profilierte er sich, vertraut mit der Literatur von der Barock- bis zur Neuen Musik, auch als Solist im Bereich der klassischen Musik und spielte Werke von Antonio Vivaldi, Marin Goleminov und Teresa Procaccini ein. Auch schrieb er Kammer- und Filmmusiken und trat als Schauspieler in mehreren Filmen von Jackie Stoew auf.

## Preise und Auszeichnungen
Auf dem Montreux Jazz Festival 1967 erhielt Jazz Focus ’65 den Kritikerpreis. 1968 wurde Schterew als bester europäischer Jazzflötist ausgezeichnet. Nach Ansicht des Down Beat war er damals der zweitbeste Flötist weltweit.

## Diskographische Hinweise
- Bulgarian Jazz Quartet Jazz Focus ’65 (MPS, 1968)
- Simeon Shterev Plays Vivaldi (Balkanton, 1984)
- Focus Jazz Quartet (Balkanton, 1985)
- Simeon Shterev, Antony Dontchev Baroque & Jazz (PolySound Inc. 1999)